# Paragraph 218 – Wir haben abgetrieben, Herr Staatsanwalt
Paragraph 218 – Wir haben abgetrieben, Herr Staatsanwalt is een Duitse bioscoopfilm uit 1971 geregisseerd door Rob Houwer. Het was de op een na laatste speelfilm van Houwer voordat hij terugkeerde naar Nederland. Na deze film produceerde hij alleen nog van Harald Reinl de komedie Grün ist die Heide.